# Ireneusz Czesny
Ireneusz Czesny (ur. 3 lutego 1941 w Łodzi) – twórca filmów animowanych dla dzieci, reżyser, scenarzysta i animator, związany ze Studiem Małych Form Filmowych w Łodzi.

## Kariera
Urodził się w Łodzi w 1941. W 1960 ukończył Liceum Sztuk Plastycznych w Łodzi. Od 1960 związany ze Studiem Małych Form Filmowych (obecnie Se-ma-for). Współtworzył filmy animowane dla dzieci, pracując jako reżyser, animator oraz autor scenariuszy. W ciągu swej kilkudziesięcioletniej pracy otrzymał szereg nagród i wyróżnień, m.in.: „Srebrne Koziołki” na Międzynarodowym Festiwalu Filmów Młodego Widza „Ale Kino!” w 1996 za Notatnik przyrodniczy. Jest członkiem Stowarzyszenia Filmowców Polskich.

## Twórczość
- 1974: Dziwny świat kota Filemona – reżyseria, animacja (2 odcinki)
- 1976: Zaczarowany ołówek – reżyseria, animacja (szereg odcinków w różnych latach)
- 1976: Ferdynand Wspaniały – reżyseria, animacja (2 odcinki)
- 1976: Przygody kota Filemona – reżyseria, animacja (1 odcinek)
- 1977: Cztery słonie – scenariusz, scenografia, reżyseria
- 1983: Cztery łapy – scenariusz (wg Macieja Zimińskiego), reżyseria, projekty plastyczne
- 1983: Przygód kilka wróbla Ćwirka – reżyseria (2 odcinki)
- 1986: Przyjaciel wesołego diabła – animacja
- 1988: Przyjaciele wesołego diabła – animacja
- 1991: Filemon i przyjaciele – reżyseria, animacja
- 1994: Sceny z życia smoków – reżyseria (2 odcinki)